# 范亞峰
范亞峰（1969年—），畢業於中國社會科學院研究生院，法學博士，前中國社會科學院法學研究所副研究員。范亞峰提出「政法系」概念，做為中國改革開放時的體制改革建議理論近年來更多地投身於為受迫害的基督徒辯護（如蔡卓華牧師案），同時關注一些社會熱點問題。他對太石村事件曾經做過深刻詳盡的分析。2006年一直被警方跟蹤盯梢、監聽監控，多次受到警方威脅。2006年5月9日原準備應邀訪問美國，在北京首都機場被邊防安全部門帶入一房間，被宣布「接上級指示，你已被列入禁止出國名單。」此後人身自由一直受到嚴格限制。

## 生平
范亞峰於1969年生於江蘇省泗洪縣，洪澤湖邊蘇北水鄉。於1992年，范亞峰畢業於安徽師範大學教育系，獲教育學學士學位。於1995年，范亞峰畢業於北京大學法學院，獲法學碩士學位（外國憲法）。
畢業後，范亞峰任教於北京教育學院，至2000年才辭去其教師職業。於2003年，范亞峰畢業於中國社會科學院研究生院，獲得法學博士學位（比較憲法），並留在中國社會科學院法學所從事學術研究。翌年，范亞峰在中國社會科學院法學研究所擔任副研究員一職，至2009年為止。現為中福聖山研究所所長。
2009年4月，范亞峰獲得美國國會山莊所頒發的約翰．李蘭德宗教自由獎，表彰其在中國組織基督徒維權律師團，主持家庭教會維權行動和組織中國公民維權聯盟等方面的傑出奉獻。2012年，范亞峰、滕彪和江天勇等三位中國著名維權人士榮獲對華援助協會（China Aid Association）在美國首都華盛頓哥倫比亞特區國會山莊頒發的2012年度「捍衛宗教自由和法治勇氣獎」。

## 主要學術成果
- 「內聖歸內聖 外王歸外王——自由主義與儒家傳統初論」，《原道》第七輯，貴州人民出版社。
- 「憲法解釋的可能性」，《政法論壇》2005年第2期。
- 「公民民主憲政論」，美國《中國法律與宗教觀察》2008年第2期。
- 「中道取勢與戰略選擇」，美國《中國法律與宗教觀察》2009年第2期。
- 維權論系列評論，（見）
- 「程序理性論」，博士論文。
- 《自由與權力》（阿克頓），與侯健合譯，商務印書館。
- 《憲法決策的過程——案例與資料》，（譯第五章約36萬字），中國政法大學出版社。

## 主要學術活動
主持公法譯叢（貴州人民出版社）、法學論叢．公法系列（北京大學出版社）；創辦「公法評論」網、中福聖山研究所。